# 拉蒂默縣 (奧克拉荷馬州)
拉蒂默縣（英語：Latimer County）是美国奧克拉荷馬州東南部的一個縣，面積1,888平方公里。根据2020年美國人口普查，共有人口9,444人。縣治威爾伯頓（Wilberton）。該縣成立於1907年7月16日，縣名紀念奧克拉荷馬州制憲會議成員詹姆斯·S·拉蒂默（James L. Latimer）。